# Булайич, Велько
Велько Булайич (хорв. Veljko Bulajić; 22 марта 1928, Вилуси, Югославия — 2 апреля 2024, Загреб, Хорватия) —  югославский и хорватский актёр, кинорежиссёр, сценарист и монтажёр (родом из Черногории).

## Биография
Велько Булайич родился 22 марта 1928 года в Вилуси под Никшичем (Королевство Югославия, ныне — Черногория). Детские годы провёл в Сараево. Получил образование в Загребе (юридический факультет), был журналистом, обучался в старейшей киношколе Италии — Экспериментальном киноцентре (итал. Centro Sperimentale di Cinematografia) в Риме. Большую часть жизни работал в Хорватии. Во время Второй мировой войны состоял в партизанском движении.

### Творческий путь
Прежде всего Булайич известен по кинофильмам военной тематики. Но его дебютная полнометражная картина — «Поезд вне расписания» (1959) — сложная драма о взаимоотношениях между людьми, которые вынужденно покинули родные места, отправляясь осваивать новые сельскохозяйственные земли. Эта кинолента выиграла приз зрительских симпатий Каннского кинофестиваля. В 1962 году кинофильм В. Булайича «Козара» завоевал международное признание и был награждён национальной кинонаградой Югославии «Золотая арена» (за лучший фильм). Документальная лента о землетрясении в Скопье, снятая В. Булайичем в 1964 году, получила главный приз Венецианского кинофестиваля. В 1969 году Велько стал сценаристом и режиссёром легендарного югославского военного фильма «Битва на Неретве». Лента занимает пятую строчку в списке неанглоязычных фильмов с самым большим бюджетом. Рекламный плакат для неё создал Пабло Пикассо. Фильм выдвигался на премию «Оскар» в номинации «лучший фильм на иностранном языке».
В течение своей карьеры Булайичу довелось поработать со многими голливудскими звёздами, включая Орсона Уэллса, Франко Неро, Кристофера Пламмера и Юла Бриннера.
Дважды (в 1969 и 1980 годах) Велько Булайич был членом жюри Каннского Мкф (в состав жюри этого фестиваля его приглашали четыре раза).
В 2012 году Булайич работал над драматической лентой об осаде Вуковара, основанной на реальных событиях войны в Хорватии.
Скончался 2 апреля 2024 года после непродолжительной болезни в Загребе на 97-м году жизни.

## Семья
- Жена — Власта Булайич
- Брат — Стеван Булайич (хорв. Stevan Bulajić); род. 22 июля 1926 в Вилуси, писатель и сценарист[9]

## Избранная фильмография

### Актёр
- 1952 — В бурю (хорв. U oluji) — священник

### Режиссёр
- 1959 — Поезд вне расписания (хорв. Vlak bez voznog reda)
- 1960 — Война[англ.] (хорв. Rat)
- 1961 — Бурлящий город (хорв. Uzavreli grad)
- 1962 — Козара (хорв. Kozara) (Золотой приз Московского Мкф)
- 1964 — Скопье '63[англ.] (хорв. Skoplje '63) — док. ф. (главный приз Мкф в Венеции)[3]
- 1966 — Взгляд в зенит солнца[англ.] (хорв. Pogled u zjenicu sunca)
- 1969 — Битва на Неретве (хорв. Bitka na Neretvi)
- 1969 — Даритель (хорв. Donator)
- 1975 — Покушение в Сараево
- 1979 — Человек, которого следует убить[хорв.] (хорв. Čovjek koga treba ubiti)
- 1981 — Высокое напряжение (хорв. Visoki napon)
- 1983 — Большой транспорт (хорв. Veliki transport)
- 1986 — Земля обетованная (хорв. Obećana zemlja)
- 2006 — Свобода[англ.] (хорв. Libertas)

### Сценарист
- 1952 — В бурю (хорв. U oluji) (в соавторстве)
- 1959 — Поезд вне расписания (хорв. Vlak bez voznog reda)
- 1961 — Бурлящий город (хорв. Uzavreli grad)
- 1962 — Козара (хорв. Kozara)
- 1966 — Взгляд в зенит солнца (хорв. Pogled u zjenicu sunca)
- 1969 — Битва на Неретве (хорв. Bitka na Neretvi)
- 1969 — Даритель (хорв. Donator)
- 1975 — Покушение в Сараево (хорв. Atentat u Sarajevu )
- 1979 — Человек, которого следует убить (хорв. Čovjek koga treba ubiti)
- 1981 — Высокое напряжение (хорв. Visoki napon)
- 1983 — Большой транспорт (хорв. Veliki transport)
- 1986 — Земля обетованная (хорв. Obećana zemlja)
- 2006 — Свобода (хорв. Libertas)

### Монтажёр
- 1964 — Скопье '63[англ.] (хорв. Skoplje '63)

## Награды
К числу наиболее значительных кинонаград, полученных Велько Булайичем, относятся Главный приз Венецианского Мкф (1964), приз зрительских симпатий Каннского Мкф, специальный приз жюри Мкф в Сан-Себастьяне (1976), Золотой приз Московского Мкф (1963), награда Международного комитета по распространению искусств, литературы и науки средствами кино (фр. Comité  International  pour  la  Diffusion  des  Arts  et  des  Lettres  par  le  Cinéma, CIDALC) и престижная премия Калинги, присуждаемая ЮНЕСКО.